# Matías Roskopf
Matías Exequiel Roskopf (Paraná, 14 gennaio 1998) è un calciatore argentino, attaccante del Maricá.